# Obi (tienda)
OBI GmbH & Co. Deutschland KG, o abreviadamente Obi, es una compañía minorista multinacional de origen alemán, dedicada a provisiones de mejora del hogar y bricolaje. 
Fundada en 1970, Obi es el más grande DIY detallista en Europa y el tercero más grande del mundo, detrás de The Home Depot y Lowe's . Tiene su sede  en Wermelskirchen, Alemania, y pertenece al Grupo. Tengelmann.

## Ramas
| País                        | Primera tienda | Número de tiendas | Ventas (millones) |
| Alemania                    | 1970           | 354               | €3,628.5          |
| Italia                      | 1993           | 52                | €354.0            |
| Austria                     | 1995           | 82                | €327.1            |
| Polonia                     | 1997           | 46                | €417.7            |
| República Checa             | 1995           | 33                | €297.9            |
| Hungría                     | 1994           | 29                | €211.7            |
| Rusia                       | 2003           | 25                | €319.9            |
| Suiza (sociedad con Migros) | 1999           | 10                | €151.2            |
| Eslovenia                   | 1998           | 8                 | €50.5             |
| Bosnia y Herzegovina        | 2003           | 1                 | €18.5             |
| Ucrania                     | 2008           | 3                 |                   |
| Eslovaquia                  | 2008           | 14                |                   |

Obi está presente en Suiza desde 1999, en sociedad con Migros cooperativa.